# بیگ آتر (ویرجینیای غربی)
بیگ آتر (به انگلیسی: Big Otter) یک منطقهٔ مسکونی در ایالات متحده آمریکا است که در شهرستان کلی، ویرجینیای غربی واقع شده‌است. بیگ آتر ۲۶۶٫۰۹ متر بالاتر از سطح دریا واقع شده‌است.